# Inmunogenicidad
Se llama inmunogenicidad a la capacidad que tiene un antígeno de activar el sistema inmunitario e inducir una respuesta inmune. Cuando la inmunogenicidad es parte de la actividad farmacológica esperada, como en las vacunas, esta respuesta no se considera un efecto adverso. Sin embargo, cuando dicha inmunogenicidad no es parte de las propiedades farmacológicas del compuesto pueden aparecer reacciones inmunotóxicas que afecten tanto a la eficacia como a la seguridad del medicamento. 
Hay varios factores que intervienen en la aparición de la respuesta inmunogénica de los cuales los más relevantes son:
1- Estructura de la proteína.
2- Estado del sistema inmune del paciente (pacientes inmunodeprimidos, con deficiencias genéticas, hipersensibilidad a ciertas sustancias, etc.).
3- Vías y régimen de administración del medicamento.
En pacientes que presenten deficiencias genéticas que les impidan sintetizar alguna proteína del organismo, la administración de esta mediante un medicamento podría desencadenar una respuesta inmune debido a que, aunque la proteína es reconocida por el sistema inmune de los individuos sin la deficiencia, no lo es para estos pacientes por lo que el sistema inmune la reconoce como exógena e intenta eliminarla.
Además, debido a las pequeñas diferencias entre lotes de productos biotecnológicos, se pueden dar reacciones inmunológicas adversas al administrar este tipo de medicamentos a algunos pacientes que pueden no tener problemas con otro lote del mismo medicamento. No es posible predecir la inmunogenicidad en pacientes que no presenten deficiencias o enfermedades características debido a la particularidad del sistema inmune de cada persona y de las consecuencias clínicas tan diversas que pueden darse.